# Jaskinia Balcarka

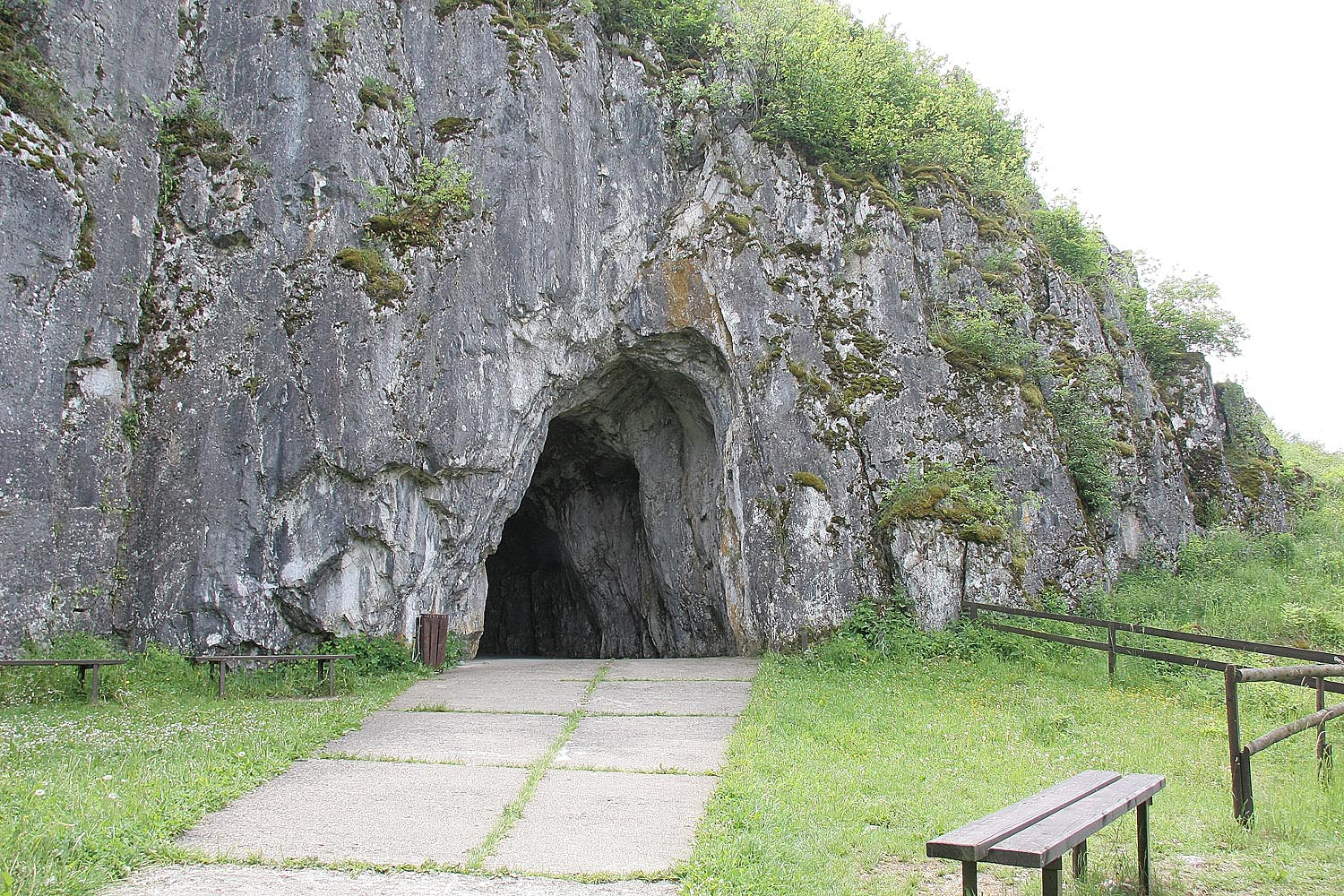
Wejście do jaskini

Jaskinia Balcarka – jaskinia Krasu Morawskiego bogata w różnorodne formy naciekowe, udostępniona dla turystów. Znajduje się niedaleko miejscowości Ostrov u Macochy.

## Informacje ogólne i zwiedzanie
Długość trasy turystycznej wynosi 720 m. Pod powierzchnią ziemi panuje stała temperatura 7-8 °C. Wilgotność wynosi ok. 99%. Trasa rozpoczyna się w portalu wejściowym Balcarowej Skały. Następnie wiedzie przez specjalnie utorowany korytarz i dociera do komór wysokich na 10 m nazwanych rotundami Wilsona. Później odwiedzający przechodzą do największej w jaskini komory – Wielkiej Katedry. Ma ona 65 m długości, 20 m szerokości i 15 m wysokości. Sala odznacza się dobrą akustyką. Kolejne części jaskini to Galeria i Korytarz Przyrodniczy. Są one uznawane za najpiękniejsze i najbogatsze w formy naciekowe na Krasie Morawskim. Trasa kończy się w podziemnym niewielkim muzeum.